# Grotta (Naxos)
Grotta (en griego, Γρόττα) es un yacimiento arqueológico de la costa del noroeste de la isla de Naxos (Grecia). 

## Asentamientos
Los restos hallados en él indican que el lugar fue habitado desde el periodo neolítico. Posteriormente, hubo un asentamiento durante la Edad del Bronce Antiguo y Medio, que floreció especialmente en la Edad del Bronce Final, cuando contaba, entre otros elementos, con infraestructuras portuarias, áreas de vivienda y de enterramiento delimitadas e instalaciones defensivas.
En concreto, en la Edad del Bronce Tardío, tuvo una primera fase de habitación en el Heládico Tardío IIA que prosperó mediante la construcción de edificios de planta rectangular en el Heládico Tardío IIIA, pero que entró en declive en el IIIB1 y aparentemente desapareció en el IIIB2. Más tarde, en el Heládico Tardío IIIC, resurgió un asentamiento sobre los restos del anterior. Al final de este periodo se abandonó el asentamiento por causas desconocidas.
Los siguientes hallazgos pertenecen al periodo protogeométrico, en el que se usó el área del asentamiento del Heládico Tardío IIIC como lugar de enterramientos. La cerámica del periodo geométrico también es abundante en esa misma zona.

## Necrópolis

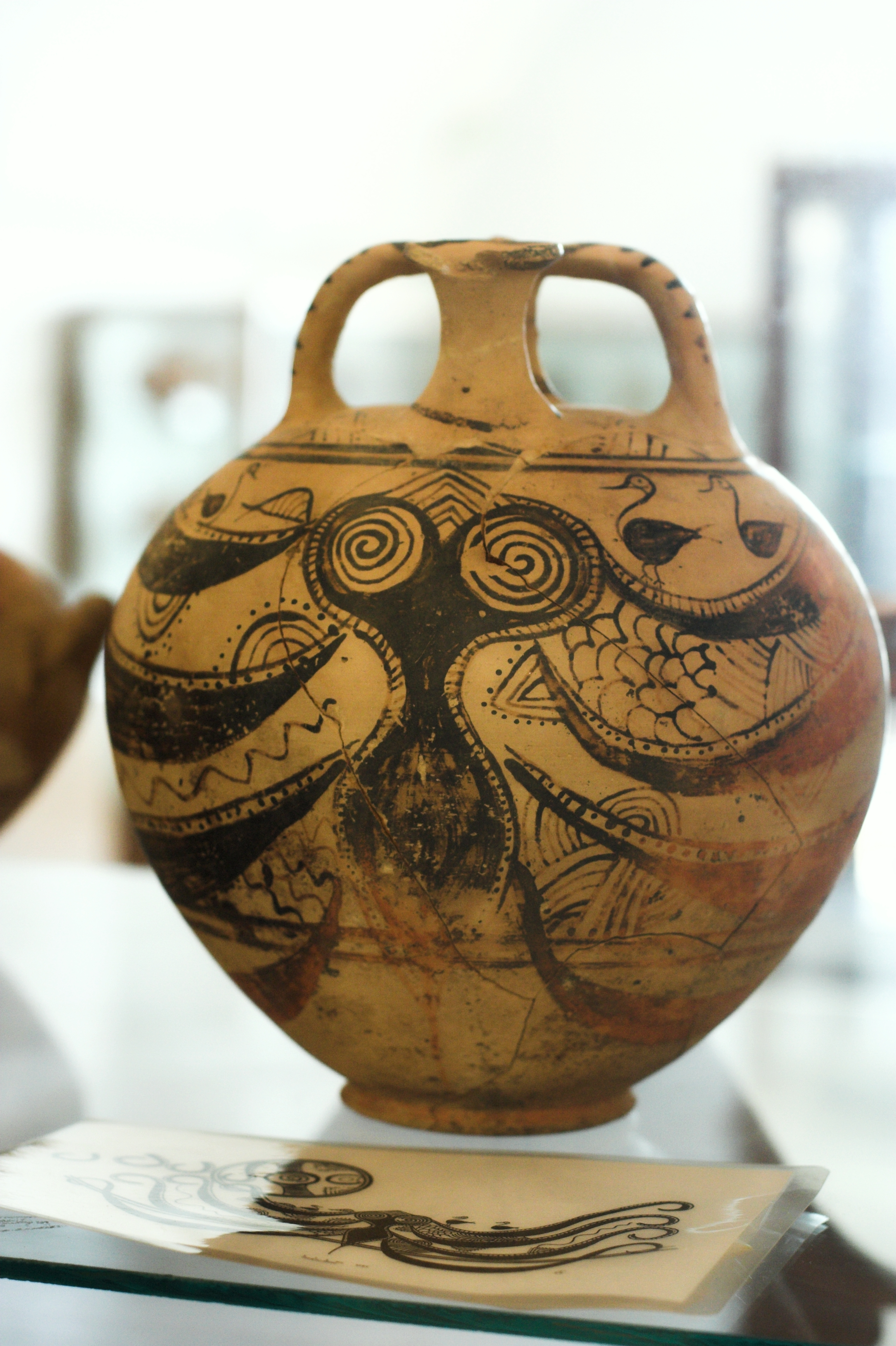
Pieza de cerámica micénica de la necrópolis de Kamini con la representación de un pulpo. Se expone en el Museo Arqueológico de Naxos.

En la zona montañosa ubicada sobre el asentamiento de Grotta se hallan las necrópolis de Aplómata y Kamini, con tumbas de cámara micénicas. 
En Aplomata se han encontrado tres tumbas de cámara excavadas en la roca. En el ajuar funerario de las mismas abunda la cerámica pero también se han encontrado joyas y rosetas de oro con las que probablemente se adornaron las túnicas en las que estaban envueltos los cuerpos, armas de bronce, anillos de oro, collares de cuentas, leones en una lámina de oro, un sello cilíndrico, fragmentos de marfil, plomo, hierro y un jarrón de plata. Es posible que una zona de tierra quemada y fragmentos de carbón en algunos huesos indiquen la presencia de la incineración como uso funerario. 
En Kamini se han hallado otras tres tumbas de cámara excavadas en la roca además de otra tumba que podría ser del mismo tipo y un enterramiento particular de un niño en un hoyo con un lado amurallado. En una de las tumbas había restos de animales quemados. Entre los hallazgos figuran recipientes de cerámica —entre los que figuran cuatro jarrones decorados con escenas de bailarines—, sellos, armas de bronce, anillos y perlas de oro y plata, láminas de oro —algunas de estas estaban decoradas con cabezas de toro y otras con representaciones de niños—, cuentas de piedras semipreciosas, un cuchillo de hierro y varias fíbulas largas de bronce. Estas últimas eran de un tipo habitual que el continente al final de la Edad del Bronce y al comienzo de la Edad del Hierro.

## Historia de las excavaciones
El lugar de Grotta, así como las sepulturas de Aplomata y Kamini fueron excavados entre 1943 y 1973 por la Sociedad Arqueológica de Atenas bajo la dirección de Nikolaos Kondoleon y, tras el fallecimiento de este, también entre 1978 y 1985 bajo la dirección de Vassilis Lambrinoudakis.

## véase también
- Cultura Grotta-Pelos